# Дарий II (царь Персиды)
Дарий II (или Дараян II; арам. 𐡃𐡀𐡓𐡉𐡅 d’ryw) — царь Персиды во II или I веке до н. э.
Дарий II был царём Персиды — вассальным властителем в Парфянской державе. По версии автора Ираники немецкого учёного Й. Визельхюфера, правивший в I веке до н. э. Дарий II являлся сыном и наследником Вадфрадада III. Преемником Дария II стал его сын Артаксеркс II. По всей видимости, Дарий II был также отцом Вахшира. Авторы книги «Парфянская и ранняя Сасанидская империи» полагают, что Дарий II — это сын Вадфрадада IV и царствовал во второй половине II века до н. э.
На аверсе серебряных монет Дарий II изображен в тиаре с полумесяцем, имеющей сходство, по замечанию Д. Селлвуда, с той, что носил парфянский царь Митридат II. На реверсе он представлен с мечом у алтаря со священным огнем, также приведена надпись: «Дарий, царь, сын Вадфрадада, царя!» Исходя из особенностей этого нумизматического материала, по замечанию иранского историка Т. Дарьяи, можно сделать вывод, что во время правления Дария II были проведены важные реформы религиозного и лингвистического характера (как и во время царствования Ахеменида Дария I).